# Hardert
Hardert là một đô thị ở huyện Neuwied, bang Rheinland-Pfalz, nước Đức. Đô thị Hardert có diện tích 3,44 km².